# Acolastus tadzhibajevi
Acolastus tadzhibajevi es un coleóptero de la familia Chrysomelidae.
Fue descrita científicamente por primera vez en 1975 por Lopatin.